# Lotario
Lotario (Lothair, HWV 26) er en opera seria i tre akter skrevet for Royal Academy of Music af Georg Friedrich Händel. Den italienske libretto er en tilpasning af Antonio Salvis Adelaide.

## Roller
| Rolle                          | Stemmetype          | Originalbesætning, 2. december 1729 (Dirigent: Ukendt) |
| ------------------------------ | ------------------- | ------------------------------------------------------ |
| Adelaide                       | sopran              | Anna Maria Strada                                      |
| Lotario                        | alt (kastratsanger) | Antonio Maria Bernacchi                                |
| Berengario, hertug af Spoleto  | tenor               | Annibale Pio Fabri ("Balino")                          |
| Matilde, Berengarios hustru    | alt                 | Antonia Merighi                                        |
| Idelberto, Berengarios søn     | alt                 | Francesca Bertolli                                     |
| Clodomiro, Berengarios general | bas                 | Johann Gottfried Riemschneider                         |

## Opførelseshistorie
Operaen blev uropført på King's Theatre i London den 2. december 1729. I et brev til Giuseppe Riva skrev Paolo Rolli, at alle syntes, at det var en meget dårlig opera. Operaen blev opført 10 gange, men fik ikke senere repremiere. Händel benbrugte senere stykker i andre operaer. Den første moderne opførelse fandt sted på Unicorn Theatre ved Kenton Theatre i Henley on Thames den 3. september 1975.

## Indspilninger
| År   | Besætning                                                                               | Dirigent og orkester              | Pladeselskab                              |
| ---- | --------------------------------------------------------------------------------------- | --------------------------------- | ----------------------------------------- |
| 2004 | Sara Mingardo, Simone Kermes, Sonia Prina, Hilary Summers, Steve Davislim, Vito Priante | Alan Curtis, Il Complesso Barocco | 2 CD'er: Harmonia Mundi, Katalognummer: ? |